# Pietro Spada
Pietro Spada (Fragagnano, 9 settembre 1971) è un ex pallavolista italiano.
Giocò nel ruolo di centrale.

## Carriera
La carriera di Pietro Spada inizia nella squadra della sua città, Fragagnano, con cui disputa due campionati di Serie C. Il primo ingaggio ad alto livello arriva nella stagione 1987-88, quando entra nella rosa della Pallavolo Modena, società militante nel massimo campionato italiano. Con la società modenese, con cui rimane per cinque annate, conquista il titolo di campione d'Italia e di campione d'Europa, oltre alla vittoria di due Coppe Italia. Negli anni successivi cambia una squadra per stagione, giocando sempre in Serie A1, tranne una parentesi in Serie A2 alla Pallavolo Mantova. Nell'annata 1998-99 vince la Coppa CEV con il Palermo Volley, mentre nella stagione successiva conquista la Supercoppa italiana con la maglia del Cuneo Volley Ball Club. Chiude la carriera con due campionati in Serie A2, prima alla Callipo Sport di Vibo Valentia e infine al Wild Volley Grottazzolina.

## Palmarès
- Campionato italiano: 1

1988-89
- Coppa Italia: 2

1987-88, 1988-89
- Supercoppa italiana: 1

1999
- Coppa dei Campioni: 1

1989-90
- Coppa CEV: 1

1998-99